# شركة فوكس
شركة فوكس هي شركة إعلامية أمريكية يتم تداولها علنًا يديرها ويسيطر عليها قطب الإعلام روبرت مردوخ ومقرها في
1211 شارع الأمريكتين في مدينة نيويورك. تأسست في ولاية ديلاوير وتأسست في عام 2019 نتيجة الاستحواذ على شركة والت ديزني 21 سينتشري فوكس الأصول المتبقية التي لم يحصل عليها من قبل ديزني انبثقت من تونتي فرست سينتشوري فوكس باسم شركة فوكس. بدأ سهمها التداول في 19 مارس 2019. تسيطر عائلة مردوخ على الشركة من خلال ائتمان عائلي بحصة ملكية تبلغ 39.6٪.
روبرت مردوخ هو رئيس مجلس الإدارة بينما ابنه لاتشلان مردوخ هو الرئيس التنفيذي والمدير التنفيذي. تتعامل شركة فوكس بشكل أساسي في مجالات البث التلفزيوني والأخبار والبث الرياضي. وهي تشمل شبكة فوكس التلفزيونية ومحطات فوكس التلفزيونيّة وفوكس نيوز وفوكس بيزنس وفوكس سبورت وغيرها. تمتلك الشركة الشقيقة تحت سيطرة مردوخ نيوز كورب اهتماماته المطبوعة وأصوله الإعلامية الأخرى.